# Ope IF
Ope Idrottsföreningen ist ein schwedischer Sportverein aus Östersund. Der Verein ist vor allem für seine Fußballabteilung bekannt. Während die Männer bis in die zweite Liga vorstoßen konnten, spielten die Frauen sogar in der ersten Liga.

## Geschichte
Ope IF wurde am 30. Januar 1922 gegründet. Lange Zeit spielte die Fußballmannschaft nur unterklassig. 1953 trat sie in der Division 3 Mellersta Norrland erstmals höherklassig in Erscheinung. 1956 erfolgte jedoch der Wiederabstieg. Als Vizemeister wurde in den beiden folgenden Jahren der erneute Aufstieg verpasst. Dieser gelang zwar 1959, es folgte allerdings der sofortige Wiederabstieg. 1963 gab es die gleiche Geschichte: erst rauf, dann sofort wieder runter.
1968 gelang Ope IF nach mehreren Jahren Viertklassigkeit der erneute Aufstieg. Dieses Mal gelang der Klassenerhalt und der Verein konnte sich Anfang der 1970er Jahre im vorderen Mittelfeld der dritten Liga etablieren. 1972 gelang der Staffelsieg in der Division 3 Södra Norrland und anschließend überstand die Mannschaft die Aufstiegsrunde ohne Niederlage und stieg damit erstmals in die zweite Liga auf.
Auf dem zehnten Platz in der Division 2 Norra beendete Ope IF 1973 seine erste Spielzeit in der Zweitklassigkeit. In der folgenden Saison stand die Mannschaft im Abstiegskampf, der Dank des besseren Torverhältnisses gegenüber dem punktgleichen Konkurrenten Degerfors IF geschafft wurde. In der dritten Zweitligasaison trennten den Klub zwei Punkte vom Absteiger IF Brommapojkarna. Die Spielzeit 1976 verlief nicht so erfolgreich. Drei Punkte hinter IF Saab belegte man einen Abstiegsplatz.
Zwar wurde Ope IF direkt wieder Drittligameister, in den Aufstiegsspielen scheiterte die Mannschaft mit nur einem Sieg hinter den Aufsteigern IFK Västerås und Kramfors-Alliansen. nach zwei Vizemeisterschaften gelang 1980 wieder der Staffelsieg. Dieses Mal gelang als Tabellenerster der Aufstiegsrunde die Rückkehr in die zweite Liga.
Nach einem ersten Jahr im sicheren Mittelfeld spielte Ope IF im zweiten Jahr erneut gegen den Abstieg. Wiederum rettete das bessere Torverhältnis den Klub. Im dritten Jahr 1983 konnte man von einer Aufstockung der Liga nicht profitieren: Obwohl nur der letzte abstieg, belegte man genau diesen Platz und war erneut nur noch drittklassig.
Als Staffelsieger qualifizierte sich Ope IF für die Aufstiegsspiele. Nach einer 1:2-Niederlage und einem 2:1-Erfolg gegen Karlstad BK musste das Elfmeterschießen entscheiden. Dabei konnte Ope IF sich mit 3:1 durchsetzen und direkt in die zweite Liga zurückkehren.
Nach zwei Jahren in der zweiten Liga verpasste Ope IF allerdings erneut den Klassenerhalt und wurde in der folgenden Spielzeit sogar in die vierte Liga durchgereicht. Der Mannschaft gelang der sofortige Wiederaufstieg in die drittklassige Division 2 Norra. Dort konnte sich die Mannschaft etablieren und schaffte 1993 die abermalige Rückkehr ins schwedische Unterhaus. Hier wurde jedoch erneut der Klassenerhalt verpasst. Bis 1996 spielte die Mannschaft vorne mit, konnte aber nicht mehr den Wiederaufstieg bewerkstelligen.
1996 entschloss man sich in Östersund, aus den drei höchstklassigen Vereinen der Stadt eine neue schlagkräftige Mannschaft zu formieren. Unter dem Namen Östersunds FK schlossen sich daher am 31. Oktober des Jahres die ersten Mannschaften von Ope IF, IFK Östersund und Östersund/Torvalla FF zusammen. Die neue Mannschaft von Ope IF übernahm den Platz von Östersund/Torvalla FF in der fünften Liga. Dort wurde die Mannschaft 1998 Meister und stieg in die vierte Liga auf. Allerdings wurde der Klassenerhalt verpasst. Nach mehreren verpassten Anläufen gelang 2003 der erneute Aufstieg.
2005 wurde Ope IF Opfer der Ligareform in Schweden und kam in die nun fünftklassige Division 3. 2007 stieg die Mannschaft in die sechste Liga ab.
Die Damenmannschaft spielte Ende der 1970er und Anfang der 1980er Jahre erstklassig.